# Cephalochrysa texana
Cephalochrysa texana är en tvåvingeart som först beskrevs av Axel Leonard Melander 1904.  Cephalochrysa texana ingår i släktet Cephalochrysa och familjen vapenflugor. Inga underarter finns listade i Catalogue of Life.